# پیرکا
پیرکا (به آلمانی: Pirka) یک منطقهٔ مسکونی در اتریش است که در گراتس اومگبونگ واقع شده‌است. پیرکا ۹٫۴۳ کیلومتر مربع مساحت دارد ۳۵۰ متر بالاتر از سطح دریا واقع شده‌است.